# Becky G
Becky G, de son vrai nom Rebbeca Marie Gomez, née le 2 mars 1997 à Inglewood, en Californie, est une chanteuse, rappeuse, danseuse, auteur-compositrice-interprète et actrice américaine d’origine mexicaine.
Elle se fait connaître avec la chanson Oath en duo avec la chanteuse britannique Cher Lloyd dans The X Factor. Elle est ensuite l'interprète des bandes originales des dessins animés Hôtel Transylvanie au côté du chanteur Will.i.am, membre du groupe The Black Eyed Peas et des Schtroumpfs 2 en duo avec le chanteur Austin Mahone. 
Elle sort de nombreux singles, dont certains réaliseront des records d'audiences pour une artiste latine, sur la plateforme Youtube, ainsi qu'un EP, Play It Again (2013) et un album, Mala Santa (2019).
Désireuse d'alterner entre une carrière musicale et une carrière d'actrice, comme son idole Jennifer Lopez, elle commence à apparaître dans des films mexicains comme El Tux (2008), La estación de la Calle Olvera (2008) et finit par s'exporter pour le drame House of Sins (2011). 
Puis, elle joue dans deux épisodes de la série télévisée musicale Empire (2015), ainsi que dans un épisode de la saison 4 de la série télévisée Disney Channel Austin & Ally (2015) (diffusée plus tard sur Disney+), elle incarne également le Ranger Jaune dans le blockbuster Power Rangers (2017) et elle est le premier rôle féminin d'A.X.L. (2018), un film de science-fiction.

## Biographie

### Enfance et formation
Rebecca Marie Gomez a des origines mexicaines. Elle est l'aînée de quatre enfants. Elle a deux frères Frankie et Alex et une sœur Stephi et une cousine très proche Becca. En 2007, Becky et sa famille perdent leur maison en raison de problèmes financiers et ils s'installent dans le garage des grands-parents à Inglewood, Los Angeles. 
Peu après, Becky poste des vidéos sur YouTube d'elle-même en train de danser et chanter. Elle est repérée par le producteur américain Dr. Luke qui l'engage dans son label et c'est à partir de là qu'elle commence sa carrière.

### Débuts etPlay It Again(2009–2013)

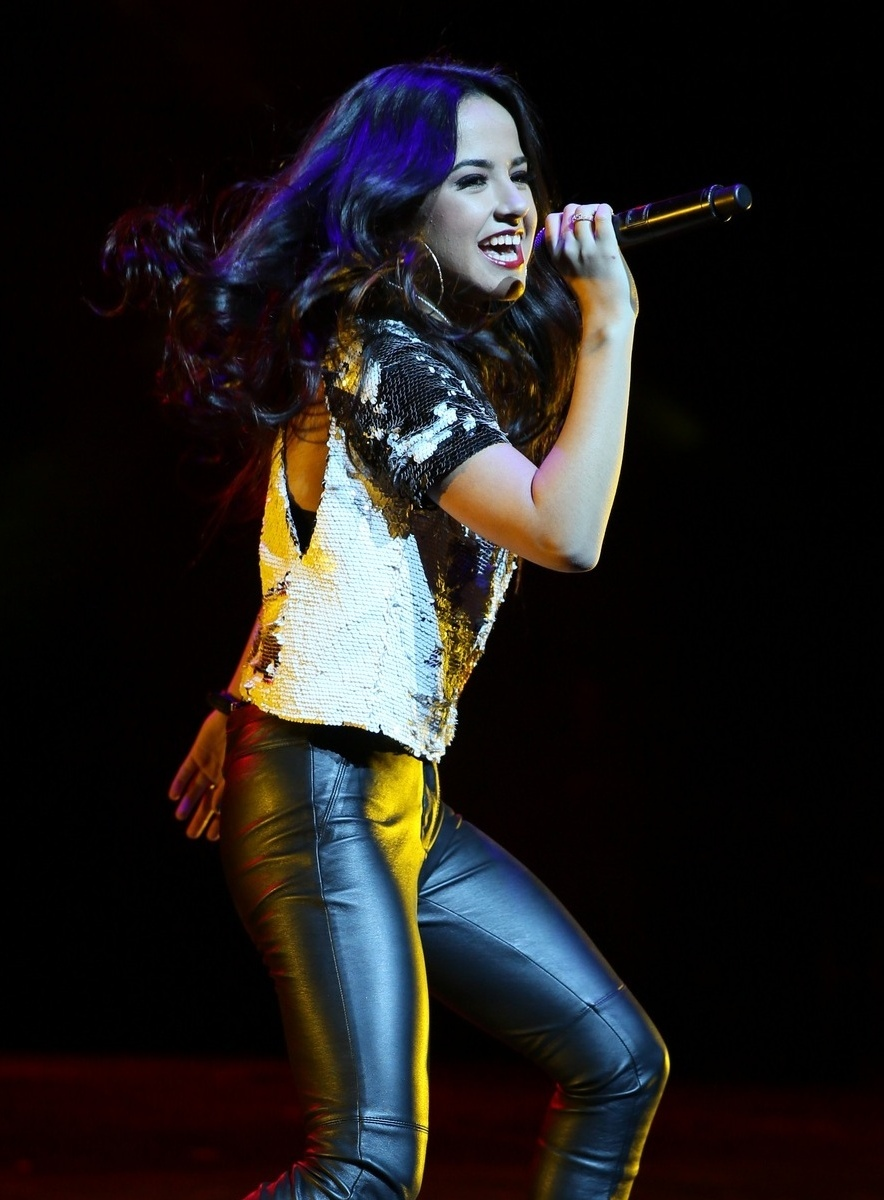
Performance de l'actrice et chanteuse, à Chicago, en 2013.

Avant sa carrière solo, Gomez était membre des girl groups appelés G.L.A.M. en 2009, et plus tard BCG. En 2011, Becky commence à publier des vidéos sur YouTube où elle chante en faisant des remixes. Le 15 septembre 2011, elle publie son mixtape de la chanson des rappeurs Kanye West et Jay-Z, Otis. Peu après, elle signe un contrat avec le label Kemosabe Records. Le 12 juin 2012, elle publie un single au côté du chanteur australien Cody Simpson Wish U Were Here qu'elle a aussi coécrit. Elle a également écrit la chanson Turn the Music Up qu'elle a posté sur YouTube en juillet 2012. Elle fait aussi un duo avec la chanteuse anglaise Cher Lloyd, intitulé Oath, qu'elle coécrit ; il se vend à 140 000 exemplaires aux États-Unis, et atteint la 73e place du Billboard Hot 100[réf. nécessaire].
Son vrai premier single s'intitule Problem avec Will.i.am qui sera plus tard la bande originale du film d'animation Hôtel Transylvanie. Ce single est ensuite remixé et le titre est changé Problem (The Monster Remix) et le 13 septembre 2012 publie le clip. Le 23 novembre 2012, elle publie un remix de la chanson Die Young de la chanteuse américaine Ke$ha aux côtés des rappeurs Juicy J et Wiz Khalifa. 
Puis elle commence à travailler sur son remix de la chanson de Jennifer Lopez, Jenny from the Block qui deviendra Becky from the Block et réalisera le clip où Jennifer Lopez apparait. La chanson est publiée le 8 avril 2013. Le 6 mai 2013, Gomez publie son single Play It Again qui sera le single promotionnel de sa carrière et qui sera la première prise de son album qui est publié au printemps 2014. Le 16 juillet 2013, elle publie son nouvel EP Play It Again qui dispose de quatre pistes : Can't Get Enough en duo avec Pitbull, single qui se place correctement dans les charts américains, Built for This, Zoomin' Zoomin et Lovin What You Do.

### Singles en séries, cinéma et télévision (2014-2018)

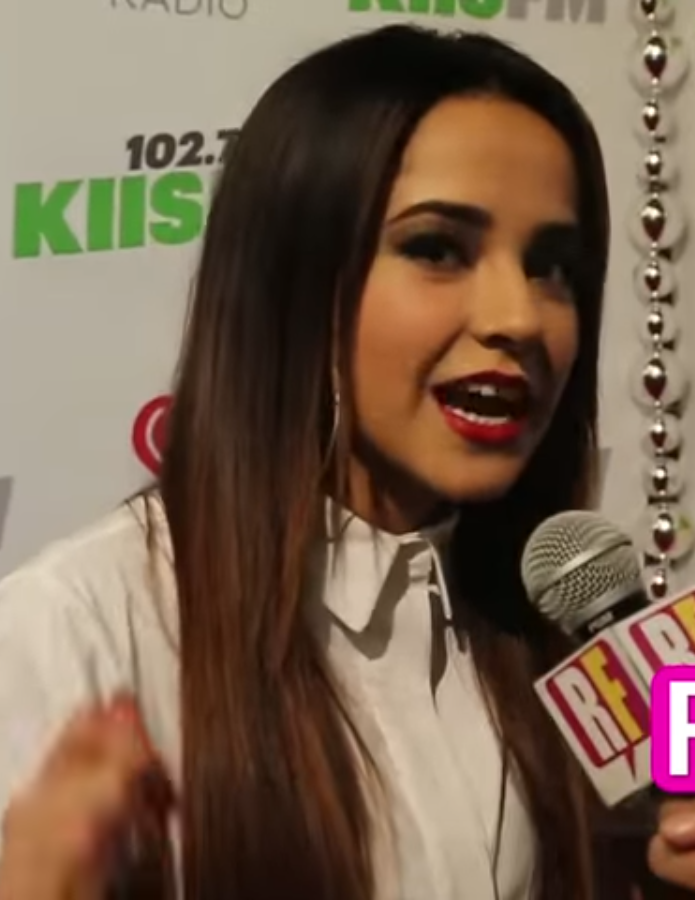
Lors d'une interview, en 2014.

En février 2014, elle apparaît sur la couverture du magazine Latina aux côtés de la chanteuse Jasmine V. Le 24 avril 2014, prélude à un prochain album, elle publie son single intitulé Shower qui rencontre rapidement le succès,,. Sa chanson Oath en featuring avec Cher Lloyd est apparue dans le jeu vidéo Just Dance 4. Sa chanson Can't Get Enough en duo avec Pitbull est apparue dans le jeu vidéo Just Dance 2014. Sa chanson Problem avec will.i.am est apparue dans le jeu vidéo Just Dance Kids 2014. Sa chanson Built For This est apparue dans le jeu vidéo Just Dance 2015.
En 2015, elle apparaît en tant qu'invitée sur le titre Como tu hay dos, de la plus grande vendeuse de disques mexicaine : Thalía. En août 2015, Rebecca publie un single nommé Break A Sweat. Au mois de septembre 2015, Becky G publié sur YouTube une bande d'annonce de son autobiographie sur film, I Am Becky G. En octobre 2015, alors qu'elle publie son nouveau single You Love It et elle est annoncée au casting du reboot de Power Rangers, prévu pour le 13 janvier 2017. Cette année-là, elle apparaît dans deux épisodes de la série télévisée musicale à succès, Empire. Elle incarne une apprentie chanteuse désireuse de faire carrière et présentant un potentiel intérêt amoureux envers l'un des personnages principaux.   
Elle est choisie par la FIFA pour interpréter l'hymne 2016 de la Copa América, Superstar, avec pour partenaire le rappeur Pitbull. En 2016, elle sort un nouveau single qu'elle interprète en espagnol, Sola qui dépasse les 72 millions de vues en 10 mois. En octobre 2016, elle sort Mangù un nouveau titre interprété toujours en espagnol.  
La troisième adaptation sur grand écran de la franchise américaine Power Rangers, après Power Rangers, le film (1995) et Power Rangers Turbo, le film (1997), est commercialisée en 2017. Elle incarne Trini la Ranger Jaune. Le film reçoit globalement des critiques mitigées et réalise des résultats corrects au box office sans être le franc succès attendu par la société de production. Néanmoins, la hausse des ventes de jouets et produits dérivés ainsi que le succès rencontré lors de sa sortie en DVD, pourraient compenser les résultats moyens du box-office en vue de la production d'un deuxième opus,,. Cette grosse production permet cependant à l'actrice débutante de se faire remarquer, elle décroche une nomination pour le Teen Choice Awards de la meilleure actrice dans un film de science fiction.

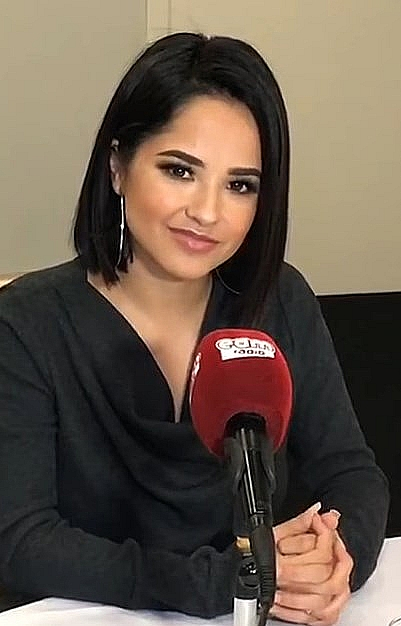
En promotion pour le titre Mayores, en 2017.

En juillet de cette même année 2017, elle commercialise la chanson single estivale - dont les paroles sont en espagnol - Mayores. Le 24 juillet, la vidéo dépasse le cap des 25 millions de vues sur Youtube. C'est la seconde vidéo en langue espagnole, la plus regardée de la plateforme, qui démontre l'intérêt grandissant du public envers la chanteuse. Becky G prête ensuite sa voix au personnage principal du film d'animation Gnome Alone, par les producteurs de Shrek.  
En 2018, elle collabore avec Sean Paul et David Guetta sur le morceau estival Mad Love. La même année, elle participe au morceau Ya es hora de Ana Mena, en featuring avec le chanteur De la Ghetto et collabore aussi avec Prince Royce sur le titre Bubbaloo. Elle poursuit en parallèle, sa carrière d'actrice et incarne le premier rôle féminin du film de science-fiction de la plateforme Netflix, A.X.L..

### Mala Santaet collaborations (2019-2021)
En 2019, elle continue ses nombreuses collaborations et commercialise des titres comme Banana avec la chanteuse brésilienne Anitta, La Respuesta avec Maluma, Dollar avec Myke Towers, Lost in the Middle of Nowhere avec Kane Brown mais aussi des morceaux en solo tels que LBD. La même année, elle fait aussi le buzz en collaborant avec le membre J-Hope du groupe coréen BTS sur le titre Chicken Noodle Soup et elle est choisie pour chanter la version espagnole de Ce rêve bleu pour le blockbuster Aladdin de Guy Ritchie. 
Lors de la 5e cérémonie des Latin American Music Awards 2019, elle reçoit un prix spécial, le Extraordinary Evolution. Ce prix récompense le succès d'un jeune interprète. L'année d'avant, elle avait déjà remporté deux prix lors de cette soirée, celui de l'artiste féminine préférée et de la chanson urbaine préférée pour Mayores. Elle assure aussi le rôle de présentatrice lors de la cérémonie des MTV EMA 2019 qui se déroule à Séville.  
Puis, elle clôt l'année en sortant enfin son premier album intitulé Mala Santa. Teinté de sonorités reggaeton et hip-hop, l'album séduit la critique qui souligne son aspect très sensuel,.

### Esquemaset troisième album studio à venir (2022-présent)
Le 10 février 2022, elle sort son single MAMIII en collaboration avec Karol G qui se classe Top 15 du Billboard Hot 100 devenant ainsi sa chanson la mieux classée. En mars 2022, Becky rejoint le chanteur américain Joe Jonas et le chorégraphe américain Sean Bankhead en tant que juge dans l'émission Becoming A Popstar, pour la chaîne MTV. Le 24 mars, elle et Natti Natasha figure sur la chanson Zona Del Perreo du dernier album studio de Daddy Yankee, Legendaddy. Le 20 avril, Becky sort No Mienten quatrième single issu de son deuxième album. Le 28 avril, le groupe Marca MP sort leur single Ya Acabó en collaboration avec Becky. Le 10 mai, Becky sort Bailé Con Mi Ex en tant que cinquième et dernier single de son album avec un clip vidéo.  
L'album se classe Top 92 au classement US Billboard 200, notamment a la cinquième place du Top Album Latino et numéro au Latin Pop Albums. L'album comporte de nouvelles collaboration, notamment avec l'auteur-compositrice-interprète américano-vénézuélienne Elena Rose et Guaynaa. Le 22 mai, elle est à l'affiche du film Good Mourning aux côtés de Megan Fox, Machine Gun Kelly, Mod Sun et Dove Cameron. Le 6 juillet, elle et Anitta collabore sur le single La Loto de Tini qui est le septième single du quatrième album studio de Tini, Cupido. Le 10 juillet, elle assure le rôle de présentatrice avec Jimena Jiménez lors de la cérémonie l'éditon 2022 des MTV Millennial Awards qui se déroule à Mexico. 
Le 13 octobre, Becky apparait aux côtés de la chanteuse colombienne Greeicy, Becerra et Tini sur un remix de la chanson d'Elena Rose, " La Ducha ". Le 14 février 2023, le groupe mexicain Fuerza Regida sort le single "Te Quiero Besar", sur lequel elle est en featuring. 
Le 10 mars, Becky sort le single "Arranca" avec le chanteur dominicain Omega. Le 30 mars, elle sort le single "Chanel" avec le chanteur mexicain Peso Pluma. Le 1er avril, Becky ouvre la première nuit de WrestleMania 39, événement phare de la WWE se déroulant à Los Angeles au SoFi Stadium, en interprétant America the Beautiful.

### Vie privée

#### Romance
Elle a été en couple de janvier à juillet 2015 avec le chanteur Austin Mahone. 
Depuis avril 2016, elle est en couple avec l’international américain de soccer Sebastian Lletget, joueur du FC Dallas. Le couple a annoncé ses fiançailles le 9 décembre 2022.

#### Santé
Lors d'une tournée avec Fifth Harmony en octobre 2017, Gomez a subi une « attaque de fans incontrôlable » alors qu'elle était à Mexico. Gomez s'est rendue sur Snapchat pour parler de l'incident et a également révélé qu'elle souffrait de problèmes d'anxiété.

## Discographie
Sauf indication contraire ou complémentaire, les informations mentionnées dans cette section proviennent de la base de données Discogs.

### Albums
- 2019 : Mala Santa
- 2022 : Esquemas
- 2023 : Esquinas
- 2024 : Encuentros

### EP
- 2013 : Play It Again
- 2023 : Arranca

### Singles

#### En solo
- 2013 : Becky from the Block
- 2014 : Shower
- 2014 : Can't Stop Dancin'
- 2015 : Lovin' So Hard
- 2015 : You Love It
- 2015 : Break a Sweat
- 2016 : Sola
- 2016 : Mangú
- 2019 : LBD
- 2019 : Green Light Go
- 2019 : Secrets
- 2019 : Mala Santa
- 2019 : Te Superé (Album Visual)
- 2019 : 24/7
- 2020 : They Ain't Ready
- 2020 : My Man

### En duo
- 2012 : Problem (featuring Will.i.am)
- 2012 : Wish U Were Here (feat. Cody Simpson)
- 2012 : Die Young (Remix) (Kesha feat. Juicy J, Wiz Khalifa et Becky G)
- 2012 : Oath (feat. Cher Lloyd)
- 2013 : Quiero Bailar (All Through The Night) (feat. 3BallMTY)
- 2014 : Can't Get Enough (featuring Pitbull)
- 2015 : Como tú no hay dos (feat. Thalía)
- 2015 : Wild Mustang (avec Yellow Claw et Cesqeaux)
- 2016 : Superstar (Pitbull feat. Becky G)
- 2016 : Take It Off (Lil Jon featuring Yandel & Becky G)
- 2017 : Todo cambio (avec Justin Quiles)
- 2017 : Mayores (avec Bad Bunny)
- 2017 : Si una vez (If I Once) (Playn-N-Skillz featuring Frankie J, Becky G et Kap G)
- 2017 : Que nos animemos (Axel featuring Becky G)
- 2017 : Chrismas C'mon (Lindsey Stirling featuring Becky G)
- 2017 : Dum Dum (avec Kideko et Tinie Tempah)
- 2017 : Díganle (avec Leslie Grace)
- 2018 : Mad Love (Sean Paul, David Guetta feat. Becky G)
- 2018 : Ya Es Hora (avec Ana Mena et De La Ghetto)
- 2018 : Sin Pijama (avec Natti Natasha)
- 2018 : Cuando te besé (avec Paulo Londra)
- 2018 : Zooted (avec French Montana et Farruko)
- 2018 : Booty (avec C. Tangana)
- 2018 : Mala Mia Remux (avec Maluma et Anitta)
- 2018 : Pienso en Ti (avec Joss Favela)
- 2018 : Mal de la Cabeza (avec Mau y Ricky)
- 2019 : La Respuesta (avec Maluma)
- 2019 : Next to You (avec Digital Farm Animals et Russian)
- 2019 : Un mundo ideal (avec Zayn)
- 2019 : Lost In The Middle Of Nowhere (avec Kane Brown)
- 2019 : Banana (avec Anitta)
- 2019 : Que me baile (avec ChocQuibTown)
- 2019 : Dollar (avec Myke Towers)
- 2019 : ¿Cómo No? (avec Akon)
- 2019 : Mueve (avec MC Fioti)
- 2019 : DOLLAR (avec Myke Towers)
- 2019 : My Type (Latin Remix) (Avec Saweetie et Meliii)
- 2019 : Chicken Noodle Soup (avec J-Hope)
- 2019 : Mala (avec Pitbull)
- 2019 : Giants (avec Keke Palmer, Soyeon, Duckwrth, Thutmose)
- 2020 : Perdiendo la cabeza (avec Carlos Rivera et Pedro Capò)
- 2020 : Dumebi remix (avec Rema)
- 2020 : Boys Ain't Shit (avec SAYGRACE)
- 2020 : Vai Danada (Funk Total) (avec PK et Gabily)
- 2020 : Muchacha (avec Gente de zona)
- 2020 : Tiempo Pa Olvidar, (Avec. Abraham Mateo).
- 2020 : Duro Hard (avec Black Eyed Peas)
- 2020 : Jolene, (Avec. Chiquis).
- 2020 : Otro Día Lluvioso, (Avec. Juhn, Lenny Tavarez, Becky G Ft. Dalex).
- 2020 : Mala (Avec Pitbull feat Becky G, De La Ghetto).
- 2020 : Latina (remix) (avec Tyga, Maluma et Reykon)
- 2020 : No Drama, (Avec Ozuna).
- 2020 : Qué Maldición (remix)(avec Banda MS et Snoop Dogg)
- 2020 : La Curiosidad RMX"Red", (Avec. Myke Towers, Arcángel, Jay Wheeler, De La Ghetto, Zion & Lennox, Brray)
- 2021 : Rotate, (Avec. Burna Boy).
- 2021 : Te Va Bien, (Avec. KEVVO, Arcangel, Darell)
- 2021 : Ram Pam Pam, (Avec. Natti Natasha
- 2021 : Fulanito, (Avec. El Alfa).
- 2021 : Mal De Amores (Avec Sofia Reyes)
- 2021 : Wow Wow (Avec María Becerra)
- 2021 : Pa Mis Muchachas, (Avec Christina Aguilera, Nicki Nicole & Nathy Peluso.
- 2022 : MAMIII (Avec Karol G) (Esquemas)
- 2022 : ZONA DEL PERREO (AVEC Daddy Yankee et Natti Natasha)
- 2022 : La Loto (Avec Martina Stoessel et Anitta)
- 2022 : La Ducha Remix (avec ELENA ROSE, Greeicy, María Becerra & Martina Stoessel)
- 2023 : Arranca (avec Omega)
- 2025 : Que Haces, (Avec Manuel Turizo)

#### Singles promotionnelles
- 2012 : Problem (The Monster Remix) (featuring Will.i.am)
- 2013 : Play It Again
- 2013 : Built for This
- 2015 : You Love It
- 2019 : Mala Santa

## Filmographie

### Cinéma
- 2008 : El Tux (court métrage) de Paco Farias : Claudia Gómez
- 2011 : House of Sin de Philip Gardiner : Rosalia
- 2017 : Power Rangers de Dean Israelite : Trini Kwan / Ranger Jaune
- 2018 : Gare aux Gnomes de Peter Lepeniotis et Shelly Shenoy : Chloe (voix originale)
- 2018 : A.X.L. d'Oliver Daly : Sara
- 2023 : Blue Beetle d'Angel Manuel Soto : Khaji-Da (voix)

### Télévision

#### Séries télévisées
- 2015 : Empire : Valentina Galindo (saison 2, épisodes 2 et 3)

- 2015 : Austin & Ally : Becky G (saison 4, épisode 10)

- 2024 : RuPaul's Drag Race : Elle-même (saison 16, épisode 2)

#### Téléfilms
- 2008 : La estación de la Calle Olvera de Pablo Garcia : Nina

## Distinctions

### Récompenses
- Radio Disney Music Awards 2014 :Meilleure nouvelle artiste
- Premios Juventud 2015 : Hit Favori
- Radio Disney Music Awards 2015 :
  - Meilleure chanson de l'année
  - Artiste avec le meilleur style

- 4e cérémonie des Latin American Music Awards 2018[33] :
  - artiste féminine préférée
  - chanson urbaine préférée pour Mayores
- 5e cérémonie des Latin American Music Awards 2019[33] : Extraordinary Evolution

### Nominations
- Radio Disney Music Awards 2014 : Artiste avec le meilleur style
- 18e cérémonie des Teen Choice Awards 2016 : meilleure voleuse de vedette dans une série télévisée pour Empire[51]
- 19e cérémonie des Teen Choice Awards 2017 : Meilleure actrice dans un film de science fiction pour Power Rangers[51]
- MTV Europe Music Awards 2019 : meilleure artiste Pop[51]